# Bang Bang (chanson de Jessie J, Ariana Grande et Nicki Minaj)
Pour les articles homonymes, voir Bang Bang.
Singles de Jessie J, Ariana Grande et Nicki Minaj
Calling All Hearts
(2014) Burnin' Up
(2014)
Singles par Ariana Grande
Break Free
(2014) Love Me Harder
(2014)
Singles par Nicki Minaj
She Came to Give It to You
(2014) Anaconda
(2014)
Bang Bang est une chanson de la chanteuse britannique Jessie J, de la chanteuse américaine Ariana Grande et de la rappeuse américaine Nicki Minaj, sortie le 29 juillet 2014 en tant que premier single de l'album Sweet Talker.

## Vidéoclip
Le clip a été réalisé par Hannah Lux Davis.

## Classements hebdomadaires
| Classement (2014)                       | Meilleure position |
| --------------------------------------- | ------------------ |
| Allemagne (Media Control AG)            | 13                 |
| Australie (ARIA)                        | 4                  |
| Autriche (Ö3 Austria Top 40)            | 12                 |
| Belgique (Flandre Ultratop 50 Singles)  | 14                 |
| Belgique (Wallonie Ultratop 50 Singles) | 28                 |
| Canada (Hot 100)                        | 3                  |
| Danemark (Tracklisten)                  | 10                 |
| Écosse (OCC)                            | 1                  |
| Espagne (PROMUSICAE)                    | 21                 |
| États-Unis (Hot 100)                    | 3                  |
| Finlande (Suomen virallinen lista)      | 12                 |
| France (SNEP)                           | 47                 |
| Irlande (IRMA)                          | 3                  |
| Italie (FIMI)                           | 47                 |
| Norvège (VG-lista)                      | 15                 |
| Nouvelle-Zélande (RMNZ)                 | 4                  |
| Pays-Bas (Single Top 100)               | 7                  |
| Royaume-Uni (UK Singles Chart)          | 1                  |
| Suède (Sverigetopplistan)               | 15                 |
| Suisse (Schweizer Hitparade)            | 21                 |